# Bronchocela vietnamensis
Espèce
Bronchocela vietnamensis est une espèce de sauriens de la famille des Agamidae.

## Répartition
Cette espèce est endémique de la province de Gia Lai au Viêt Nam.

## Étymologie
Son nom d'espèce, composé de vietnam et du suffixe latin -ensis, « qui vit dans, qui habite », lui a été donné en référence au lieu de sa découverte.

## Publication originale
- Hallermann, 2005 : A taxonomic review of the genus Bronchocela (Squamata: Agamidae) with description of a new species from Vietnam. Russian Journal of Herpetology, vol. 12, no 3, p. 167-182.